# 巴黎防禦
巴黎防禦是國際象棋開局義大利開局的一種，走法為：1.e4 e5 2.Nf3 Nc6 3.Bc4 d6